# Bernard Accoyer
Bernard Accoyer [akɔje], né le 12 août 1945 à Lyon (Rhône), est un homme politique français.
Appartenant à plusieurs partis de la droite gaulliste, il est maire d'Annecy-le-Vieux de 1989 à 2016 et député de la première circonscription de la Haute-Savoie de 1993 à 2017.
Il est successivement vice-président, puis président du groupe UMP à l'Assemblée nationale entre 2004 et 2007. Il est ensuite président de l'Assemblée nationale de 2007 à 2012.
Il est brièvement secrétaire général des Républicains (ex-UMP) de 2016 à 2017.

## Biographie

### Dans la société civile
Bernard Accoyer, fils d'un pharmacien militaire, est passionné, dès son plus jeune âge, par le design et les inventeurs (tels Léonard de Vinci ou Gian-Battista Pinin Farina). À 14 ans, il veut abandonner l'école pour apprendre le dessin industriel, mais son père lui conseille de faire des études de médecine, menées à la faculté de médecine de Lyon. Reçu à l'internat il choisit la spécialité d'oto-rhino-laryngologie (ORL), et devient spécialiste en chirurgie cervico-faciale. Il soutient sa thèse de médecine en 1976 à l'université scientifique et médicale de Grenoble.
Il épouse Charlotte Marie Jacquier le 23 janvier 1971, avec laquelle il aura trois enfants. La famille réside à Veyrier-du-Lac. En outre, Bernard Accoyer est colonel dans la réserve citoyenne de l'armée de terre et il a reçu l'Ordre national du Mérite,.
De 1976 à 1978, il est l'auteur d'une quarantaine de publications spécialisées à caractère médical. Il s'installe en Haute-Savoie en 1977, où il acquiert un cabinet à la clinique du Lac d'Annecy, clinique dont il devient aussi d'ailleurs un des actionnaires ainsi que celle d'Argonay. De 1987 à 1989, il est membre du Conseil économique et social. Après une trentaine d'années de service, Bernard Accoyer est élu à l'Académie nationale de chirurgie (ANC) le 5 décembre 2007, alors qu'il a pourtant arrêté ses activités professionnelles pour se consacrer à la politique,,,.
Après sa carrière politique, il dirige l'Association de défense du patrimoine nucléaire et du climat PNC-France.

### Politique locale

#### Élections
Appelé par Pierre Mazeaud, il entre dans la vie politique en 1989, bien qu'il soit membre du RPR depuis 1981. Il est alors élu maire d'Annecy-le-Vieux en Haute-Savoie, en battant le député UDF et maire sortant Jean Brocard, sous la bannière du Rassemblement pour la République. En mars 1992 il est élu conseiller général de Haute-Savoie pour le canton d'Annecy-le-Vieux, en battant le même Jean Brocard, et est nommé Président de la Commission Solidarité emploi insertion sociale et logement du conseil général. Cette même année, il est cependant candidat malheureux aux élections régionales, réunissant 7,5 %, en étant entré en dissidence avec la liste RPR officielle qui l'emporta. En mars 1993, il est élu député RPR de la 1re circonscription de Haute-Savoie, à savoir le nord d'Annecy et les communes environnantes dont Annecy-le-Vieux,.
Il est constamment réélu pour ces deux mandats : maire en 1995, 2001, 2008 et 2014, et, député en 1997 (au 2d tour), 2002 (au 2d tour), 2007 (au 1er tour) et 2012 (au 2d tour). Lors des élections municipales de 1995, la liste qu'il conduit l'emporte au second tour avec seulement 34 voix d'avance sur celle de son ancien premier adjoint RPR étant entré en dissidence. En 1998, il quitte le conseil général pour cause de cumul. Au second tour des élections municipales de 2001, il l'emporte à nouveau face à une liste de gauche, dirigée par le socialiste Alain Pitte, et à une liste du centre (présentée sans étiquette), conduite par Michel Lange. Lors des élections municipales de 2008, quatre listes se disputaient le fauteuil du maire, dont deux pour le centre : celle de l'ex-UMP Yves Mollier-Pierret, ancien conseiller municipal d'Accoyer entré en dissidence et qui a été désigné officiellement par le MoDem de François Bayrou, et celle de Georges Vernay, qui, s'il affiche la couleur orange du mouvement, est entré en dissidence avec le parti centriste ; à gauche, le socialiste Jean-Jacques Pasquier est parvenu à fédérer le PS, les Verts et le PRG. Quant à Bernard Accoyer, il avait parié sur une liste d'ouverture ; en effet, outre le champion olympique Edgar Grospiron, le maire sortant fait figurer sur sa liste un transfuge de l'opposition locale, le socialiste Alain Pitte. Les anciens duellistes des élections municipales de 2001 étaient ainsi réunis sur une même liste. Et c'est cette liste qui gagne les élections dès le premier tour. Par ailleurs, lors de la création de la Communauté de l'agglomération d'Annecy, en 2001, Bernard Accoyer en devient l'un des vice-présidents, en qualité de maire d'Annecy-le-Vieux, alors qu'il était vice-président du district, chargé de la gérontologie, puis du développement économique,,.
En outre, membre du Rassemblement pour la République depuis 1981 qui se transforme en 2002 en Union pour une majorité présidentielle puis Union pour un mouvement populaire, il en est le président de la fédération haut-savoyarde depuis 1986. Il est également secrétaire national du RPR, puis vice-président de l'UMP chargé des questions électorales.

#### À Annecy-le-Vieux
Bernard Accoyer est le maire d'Annecy-le-Vieux, commune de l'agglomération d'Annecy, à partir de 1989 et est réélu quatre fois de suite. Sous ses mandats, sont réalisés le groupe scolaire du Lachat (école primaire), l'Espace-rencontre (salle de concert et congrès), des structures petite-enfance partout dans la commune, des aménagements des bords du lac (notamment lieux-dits du Petit Port et d'Albigny, port de plaisance agrandi et plage municipale améliorée), la restauration des roselières, le POS, le complexe sportif des Glaisins, le parc du Lachat, la Mapad, Agorespace, l'aménagement du quartier Vignières-Pommaries (« quartier HLM » d'Annecy-le-Vieux : espace emploi, skate-parc, place urbaine et parc paysager).
En tant que maire, il s'était fixé notamment pour but l'obtention de l'organisation des Jeux olympiques d'hiver par la ville d'Annecy, en 2018 depuis le lancement du projet en 2008. Après l'échec de cette candidature, il se dit naturellement « déçu » mais se réjouit que « le monde ait reconnu que la candidature annécienne est devenue excellente au fil du temps et [notre] présentation de ce matin [mercredi 6 juillet] a été reconnue comme la meilleure » et estime enfin que « Cela sera une base pour accueillir de grands événements [dans le bassin annécien] »,,.
En février 2010, Bernard Accoyer puise dans sa réserve parlementaire (une cassette mise à disposition à chaque parlementaire pour financer divers travaux dans sa circonscription), qui, de par sa fonction de président de l’Assemblée nationale, s'élève à près de 6 millions d’euros. Il s'agissait d'effectuer des travaux sur la commune de Veyrier-du-Lac, où plusieurs énormes blocs s'étaient détachés de la falaise, les 5 décembre 2005 et 20 janvier 2009, manquant de justesse de venir percuter des maisons en contrebas. C'est ainsi qu'une enveloppe de 200 000 euros est mise à destination de la Communauté de communes de la Tournette, qui pilote ces travaux (la construction du merlon en tant que tel est du ressort de la seule commune de Veyrier-du-Lac). Cet apport vient ainsi en aide au maire de la commune, Sylvie Maniglier, qui doit faire face à de nombreux éboulements sur l'ensemble de sa commune (secteur du Biclope, etc.) avec de maigres moyens. « C'est un cas d'urgence », explique Bernard Accoyer, pour justifier son choix. Alors que l'opposition locale, au travers de divers blogs et petits journaux locaux, soutenue par le journal d'envergure nationale Le Canard enchaîné, avance que l'obtention de cette aide financière a été fortement influencée par le fait que la résidence principale de la famille Accoyer soit située à quelques centaines de mètres en contrebas de cette falaise à risque. De plus, une association (d'une centaine de membres) s’est constituée pour dénoncer ce projet. Il s'agit de l'ACDMV (association de concertation et défense du Mont Veyrier) qui déplore l'urgence dans laquelle ce dispositif a été élaboré. Elle dénonce l’usage de pneus usagés dont selon eux « l’impact sur l’environnement lacustre n’est pas connu à ce jour », et elle craint que des ruissellements de type industriel ne parviennent jusqu’au lac. Elle déplore également que le coût du chantier du merlon se soit envolé, passant de 976 179 à 1 555 773 euros, ce que dément formellement la mairie. Enfin, elle pointe du doigt le déboisement de plusieurs hectares d’espaces boisés classés. Elle a donc proposé une autre solution, visant à créer un piège à cailloux avec lequel il n’y aurait « aucune répercussion sur les eaux et serait bénéfique économiquement parlant »,,,,.
Il est réélu maire d'Annecy-le-Vieux après les élections municipales de 2014, lors desquelles sa liste obtient 60,98 % des voix au premier tour.
Le 1er janvier 2017, Annecy-le-Vieux est intégrée au sein de la commune nouvelle d'Annecy. Bernard Accoyer est ainsi maire délégué de sa commune jusqu'en 2020.

### Au palais Bourbon

#### Député RPR
À l'Assemblée nationale, il s'est vivement opposé à la mise en place des 35 heures, sous la législature socialiste de 1997 à 2002, en dénonçant alors « l'attitude incompréhensible et dogmatique » du gouvernement ou en demandant à la ministre de l'Emploi et de la Solidarité de l'époque, Élisabeth Guigou, si elle était « bien consciente du coup que vous allez porter au système hospitalier français ».
Évoquant « la sécurité des enfants » et estimant que « la nation n’a pas à encourager les déviances », Bernard Accoyer s'oppose également au PACS. Le 7 novembre 1999, il intervient à l'Assemblée nationale pour faire la lecture d’une lettre qu'un adolescent de 15 ans lui aurait envoyée (« J’ai appris avec effroi la loi qui sera votée (…) N’oubliez pas que vous les députés serez responsables du malheur des enfants ayant pour parents deux hommes ou deux femmes »). Bernard Accoyer qualifiera la proposition de loi d'« aubaine migratoire » par les avantages fiscaux et sociaux accordés aux personnes concernées et proposa de fixer à 21 ans l'âge minimum des contractants d’un PaCS, d'établir un délai de 5 ans entre la signature de deux PACS, d’en interdire la signature aux étrangers en situation irrégulière et de l’interdire aussi aux personnes de même sexe ayant adopté un enfant. Au cours des débats, Bernard Accoyer déclarera : « dans un couple homosexuel, il y a toujours un dominant et un dominé »,. En 2001, il soumet - sans succès - une disposition législative proscrivant les pacs « de convenance » entre fonctionnaires.
En 2003, il est à l'origine d'un amendement, repris dans la loi du 9 août 2004 relative à la politique de santé publique, visant à réglementer la profession de psychothérapeute. Ce texte a suscité une vive opposition de la part des organisations professionnelles représentantes des psychothérapeutes, et finalement la disposition ne concernera finalement que l'usage du titre de psychothérapeute mais pas la pratique.
À l'été de cette même année, il s'est investi dans la mise en place de la réforme des retraites, il en est alors le rapporteur auprès de l'Assemblée nationale. C'est alors qu'il s'est véritablement fait remarquer par les autres membres de son groupe par l'ardeur avec laquelle il a défendu ce projet et en qualifiant d'« attitude d'obstruction caricaturale, stérile » et « extrêmement désolante » la stratégie de la gauche de présenter à plusieurs reprises 149 amendements identiques.
Il est également membre de la commission des affaires culturelles, familiales et sociales, particulièrement présent sur les dossiers et questions concernant la santé, ainsi que Président du conseil de surveillance de la Caisse nationale d'assurance maladie des salariés, et membre de la Commission des comptes de la Sécurité sociale et du Comité de surveillance de la Caisse d'amortissement de la dette sociale.

#### Président du groupe UMP
De 2004 à 2007, il est président du groupe UMP de l'Assemblée, après en avoir été le premier vice-président de 2002 à 2004, succédant ainsi à Jacques Barrot alors nommé à la Commission européenne. Le groupe parlementaire que Bernard Accoyer préside en cette XIIe législature de l'Assemblée nationale rassemble 377 députés.
En 2006, il est chargé de la résolution de la crise du CPE (Contrat Première Embauche). Le président Jacques Chirac fait appel à lui et le charge de rédiger une proposition législative pour réformer le CPE. Il met alors en place un groupe de députés avec lesquels il recevra les responsables syndicaux afin d'aboutir à un accord. À la suite de cela, il présente avec Jean-Michel Dubernard et Laurent Hénart le 11 avril 2006 une proposition de loi sur « l'accès des jeunes à la vie active en entreprise ».
Mais sa fonction première en tant que chef de la majorité à la chambre basse du Parlement est alors de servir de modérateur entre les deux clans qui s'y forment : les partisans de Nicolas Sarkozy et ceux de Jacques Chirac et de son Premier ministre Dominique de Villepin.

#### Président de l'Assemblée nationale

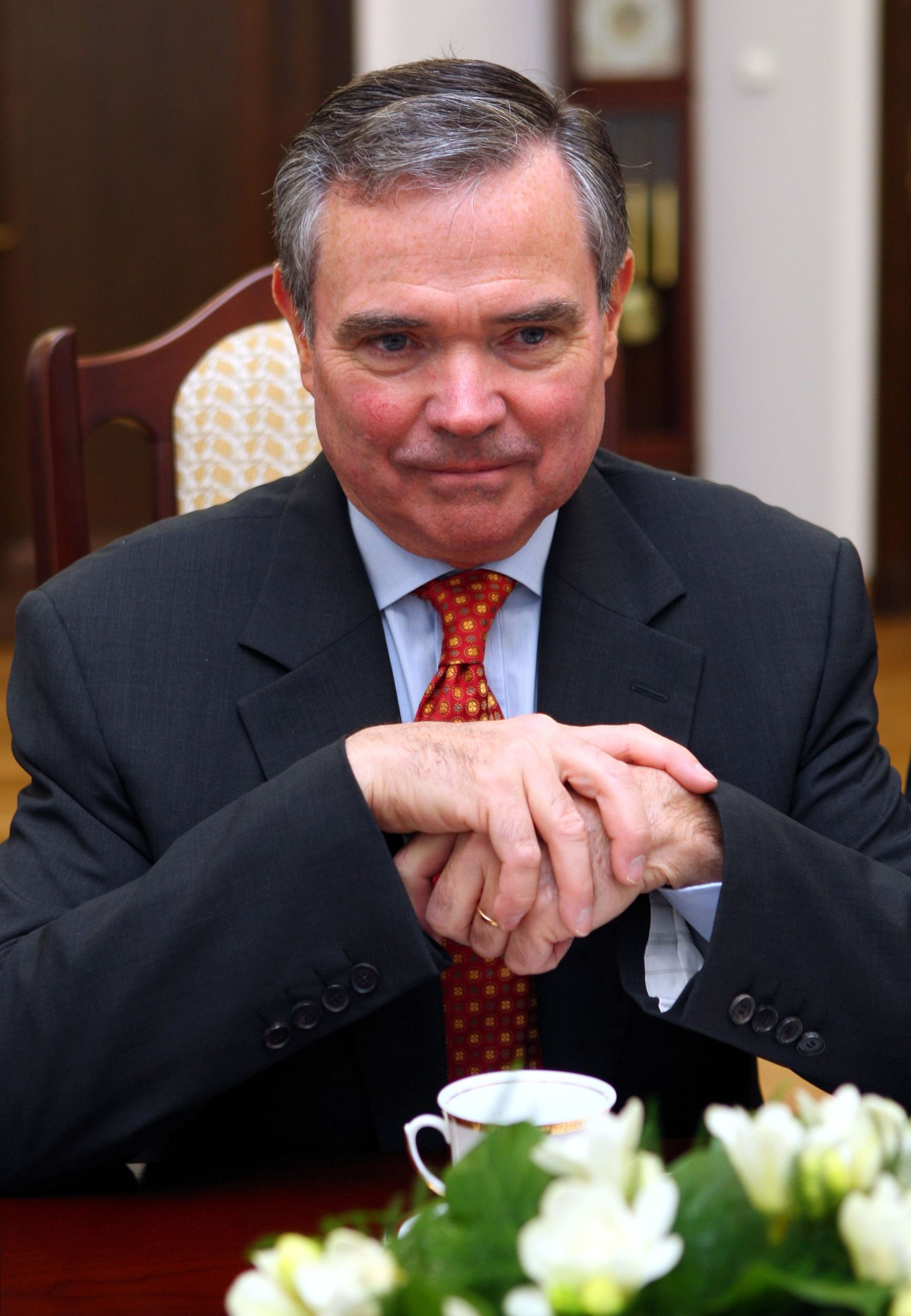
Bernard Accoyer au Sénat de Pologne en 2008.

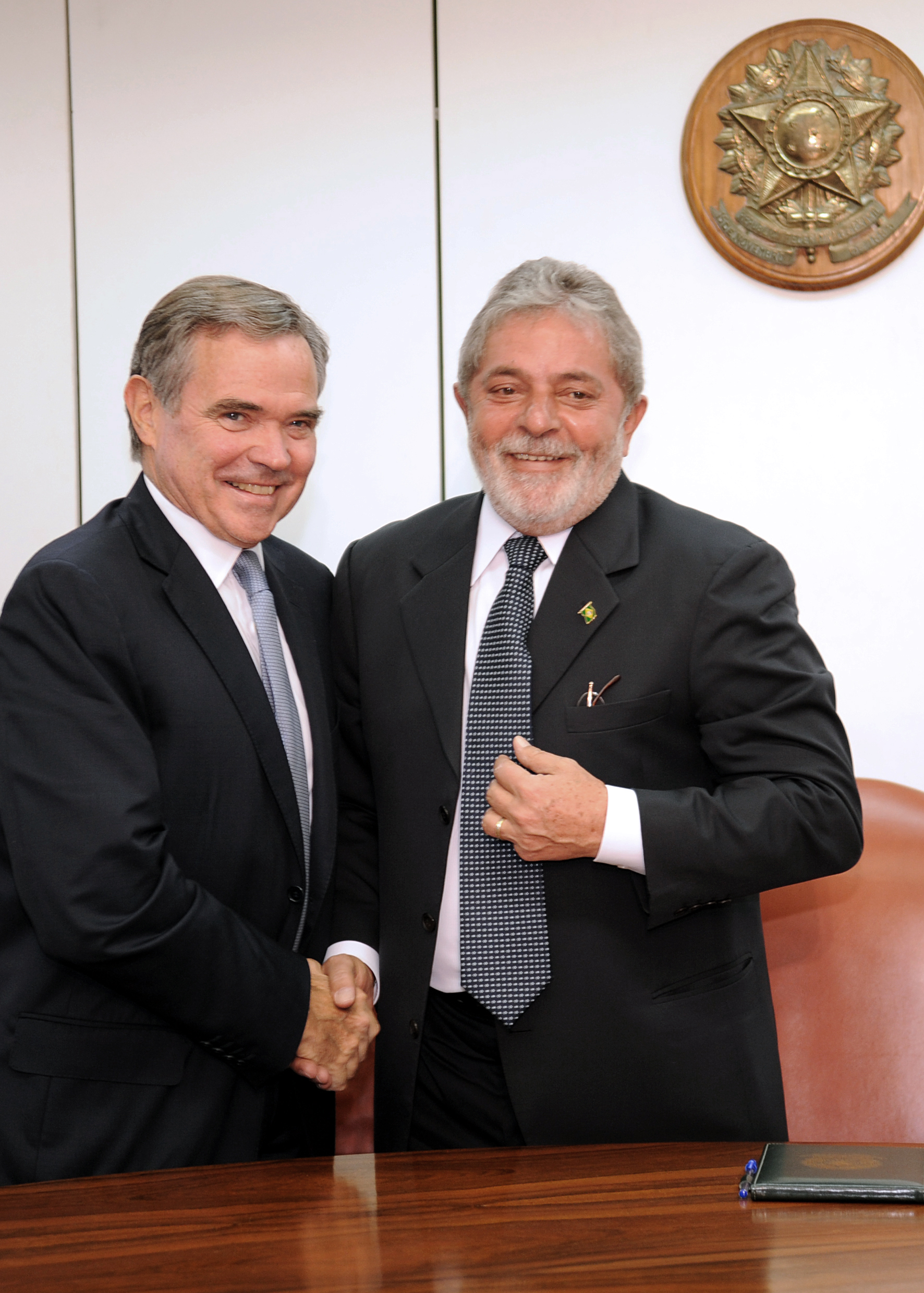
Bernard Accoyer et le président brésilien Luiz Inácio Lula da Silva en 2009.

Dès le 4 juin 2007, et ce avant même les élections législatives, Bernard Accoyer annonce publiquement sa candidature à l'élection du président de l'Assemblée nationale pour la XIIIe législature, dans un entretien accordé au Figaro. Pour occuper ce poste il dispose du soutien du président de la République Nicolas Sarkozy et du Premier ministre François Fillon. Son concurrent principal est Patrick Ollier, qui a assuré l'intérim après la nomination de Jean-Louis Debré à la présidence du Conseil constitutionnel. Malgré d'assez vives attaques à son encontre de la part de partisans de Patrick Ollier avant le vote interne au groupe UMP pour désigner le candidat officiel de la majorité au « perchoir », notamment de l'ancien ministre Renaud Dutreil qui accuse Bernard Accoyer « d'utiliser les moyens du groupe UMP au profit de sa propre candidature », il sort vainqueur de cette « primaire » organisée le 20 juin 2007 par 195 voix contre 99 à Patrick Ollier.
Une fois investi par son groupe, il est alors élu sans surprise le 26 juin 2007 à la majorité président de l’Assemblée nationale par 314 voix sur 563, contre 216 à la candidate socialiste Marylise Lebranchu. Dans son discours d'investiture, qu'il prononce devant les députés juste après son élection, le nouveau président de la Chambre basse dit vouloir « donner à notre Assemblée un plus grand rôle dans le fonctionnement de l'État, une meilleure capacité de contrôle et d'évaluation, davantage de transparence et d'efficacité, pour une démocratie irréprochable », s'engageant à « moderniser » l'institution, et appelant à « travailler à un véritable statut de l'opposition ».
Il constitue son cabinet en s'entourant de plusieurs juristes et prenant l'ancien préfet du Var Pierre Dartout comme directeur de cabinet.
Par rapport à ses anciens travaux en tant que député, Bernard Accoyer, président de l'Assemblée nationale, est donc appelé à jouer un rôle important dans le processus de réforme des institutions et notamment dans le renforcement du poids du Parlement qu'il a appelé de ces vœux le jour de son élection au perchoir. Il a pris position notamment sur les différentes mesures proposées par le Comité de réflexion et de proposition sur la modernisation et le rééquilibrage des institutions confié à Édouard Balladur et qui a remis son rapport le 29 octobre 2007 : il s'est notamment prononcé contre plusieurs des propositions fortes de ce rapport, comme l'interdiction du cumul des mandats (car pour lui : « Le lien entre l'élu national et les réalités du terrain est indispensable ») ou encore l'introduction d'une dose de proportionnelle dans l'élection des députés (selon lui, certaines personnes alors « devraient leur élection à la place éminente qu'elles occupent dans leur parti alors que d'autres députés seraient élus après avoir fait campagne », ce qui séparerait donc « d'un côté, les élus de terrain, de l'autre ceux des fauteuils rouges »).
Le 24 octobre 2007, il dépose une proposition de loi visant à exonérer de toute action en diffamation, injure ou outrage, les propos tenus ou les écrits produits par la personne tenue de déposer devant une commission d'enquête.
Contrairement à la tradition, Bernard Accoyer vota, en tant que président du Congrès du Parlement lors de la réforme institutionnelle du 21 juillet 2008 issue de la Loi constitutionnelle du 23 juillet 2008.
Bernard Accoyer, n'a pas apprécié la révélation par le Journal du dimanche du 2 novembre 2008 de la synthèse de l'enquête menée, en février et mars, par la Cour des comptes sur le fonctionnement du Palais Bourbon. Alors qu'il avait commandé au premier Président de la Cour des comptes, Philippe Séguin, de procéder à cet audit. « Ce document est de nature confidentielle et n'avait pas vocation à circuler », insiste-t-il.
Lors des débats sur la réforme du Parlement, le 20 janvier 2009, les députés de l’opposition ont quitté l’hémicycle de l’Assemblée nationale, en entonnant la Marseillaise et réclamant la démission du président de l'Assemblée ainsi que le respect de la démocratie, puis ont annoncé qu’ils ne participeraient pas à la séance télévisée de questions au gouvernement du mercredi après-midi suivant. Cette crise politique fut en partie due au fait que Bernard Accoyer avait accordé au président UMP de la commission des Lois, Jean-Luc Warsmann, une clôture prématurée des débats, alors que les élus PS inscrits ne s'étaient pas tous exprimés sur le sujet,. Néanmoins, le lendemain, Bernard Accoyer, en accord avec Jean-François Copé, dans une lettre adressée au président du groupe socialiste Jean-Marc Ayrault et aux autres présidents de groupe, a confirmé les propositions faites les jours précédents pour rechercher un consensus sur la réforme de la procédure parlementaire.
En novembre 2009, il a donné son accord à la poursuite de la procédure demandée par des députés PS visant à créer une commission d'enquête parlementaire sur les sondages de l'Élysée, et cela contrairement aux avis de Jean-Luc Warsmann Michèle Alliot-Marie ou Jean-François Copé , avec lequel les relations étaient déjà tendues.
En 2010, en tant que président de l'Assemblée nationale, il a nommé deux membres au Conseil constitutionnel : Jacques Barrot (en février) et Claire Bazy-Malaurie (en août, à la suite du décès de Jean-Louis Pezant).
Peu avant le vote de la réforme des retraites, le 15 septembre 2010, alors que les députés PS décident d'utiliser pour la première fois un article qui autorise chacun d'entre eux à s'exprimer pendant cinq minutes, Bernard Accoyer lève la séance après 64 heures de discussion dans l'Hémicycle, dénonçant « l'obstruction » de la gauche, qu'il accuse de vouloir retarder l'heure du scrutin. Le groupe socialiste s'oppose à cette décision et réclame sa démission, en le poursuivant jusqu'à son bureau. La loi est finalement votée l'après-midi même, à la suite des discours des présidents et porte-parole de groupes, censés détendre le débat,.
Le 10 novembre 2010, plusieurs parties civiles dans l'enquête sur l'attentat du 8 mai 2002 à Karachi annoncent leur volonté de porter plainte contre Bernard Accoyer, qui a refusé quelques jours plus tôt de communiquer à la justice les comptes rendus des auditions d'une soixantaine de personnes entendues par la mission parlementaire consacrée à cette affaire au nom du « principe de la séparation des pouvoirs ».
Le 5 août 2011, Bernard Accoyer, dans un communiqué, fustige la publication par le collectif Regards citoyens de la liste des députés les moins assidus et dont l'absentéisme est remarqué par son importance. Le président de l'Assemblée nationale trouve ainsi « déplorable que les conclusions soient tirées d'une compilation mécanique de données statistiques » ; il affirme trouver « particulièrement choquante la façon dont les auteurs de cette étude s'arrogent le droit de « retracer » les agendas parlementaires ou de vérifier la teneur des excuses dans les justifications d'absence ». Il explique son argumentation par le fait que « certains de ces motifs peuvent être à caractère privé ».
Regards citoyens a réagi à la déclaration de M. Accoyer, rappelant dans un communiqué que « son étude cherche simplement à réaliser le travail de transparence démocratique qui devrait normalement incomber à l’Assemblée nationale ».
Le 26 octobre 2011, Bernard Accoyer a publié un ouvrage, Un homme politique peut-il dire toute la vérité ?, aux éditions JC Lattès, dans lequel il livre sa réflexion et sa vérité sur les réalités politiques à quelques mois de l’élection présidentielle de 2012.

#### Député et secrétaire général de LR

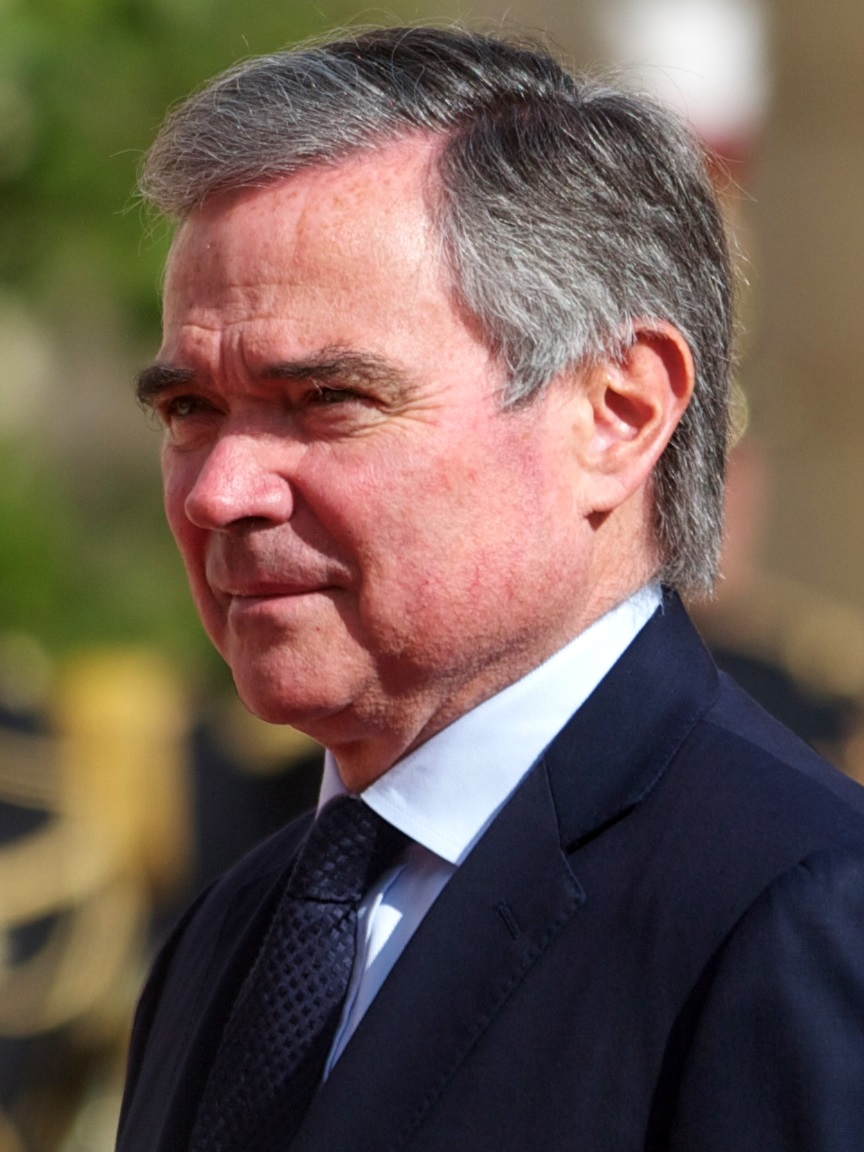
Bernard Accoyer en 2012.

Après la victoire de la gauche aux élections législatives de 2012, il redevient simple député.
En décembre 2014, il participe à l'émission télévisée Politiques Undercover, diffusée sur D8.
Il soutient François Fillon pour la primaire de la droite et du centre de 2016. Après sa victoire, François Fillon le nomme secrétaire général du parti Les Républicains le 29 novembre 2016.
Dans l'affaire Fillon, Bernard Accoyer monte en première ligne pour défendre François Fillon et Penelope Fillon, à la suite de l'ouverture d'une enquête préliminaire par le parquet national financier pour des « chefs de détournement de fonds publics, abus de biens sociaux et recel de ces délits »,. Concernant les doutes sur l'emploi fictif de Penelope Fillon, il déclare l'avoir vue faire son travail d'attachée parlementaire « dans de multiples circonstances, y compris à l'Assemblée nationale ». Ses propos sont contredits par deux autres porte-paroles de François Fillon, Bruno Retailleau et Florence Portelli, qui pour leur part ont déclaré que Penelope Fillon ne venait pas à l'Assemblée car elle travaillait dans la Sarthe.
Le 27 avril 2017, après l'élimination de François Fillon au premier tour de l'élection présidentielle, il annonce qu'il renonce à se représenter à son siège de député, se consacrant à ses mandats locaux et à la direction du parti, laissant la place à Annabel André-Laurent, avec qui il se présente comme suppléant. Ils ne sont pas élus. À son poste de secrétaire général des Républicains, qu'il occupe jusqu'à l'élection de Laurent Wauquiez au congrès des Républicains de 2017, il participe à faire diminuer la dette du parti.

## Détail des mandats et fonctions

### Mandats nationaux
- 2 avril 1993 – 20 juin 2017 : député de la 1re circonscription de la Haute-Savoie
- 4 juin 2004 – 19 juin 2007 : président du groupe UMP
- 26 juin 2007 – 19 juin 2012 : président de l'Assemblée nationale

### Mandats locaux
- 20 mars 1989 – 4 juillet 2020 : maire puis maire-délégué d'Annecy-le-Vieux
- 29 mars 1992 – 23 mars 1998 : conseiller général de la Haute-Savoie
- 2001-2016 : premier vice-président de la communauté de l'agglomération d'Annecy

## Décorations
- Officier de la Légion d'honneur (Décret du 13 juillet 2019)

## Ouvrages
- Bernard Accoyer, Jean-Louis Borloo et Coll., La France face aux défis énergétiques : quels choix stratégiques? : actes des 8es Rencontres parlementaires sur l'énergie, octobre 2007, Paris, Altedia M&M Conseil, 2008, 135 p.
- Dominique Chagnollaud, Bernard Accoyer, Olivier Beaud, et Coll., Les 50 ans de la constitution : 1958-2008, Paris, Éditions Litec, 2008, 392 p. (ISBN 978-2-7110-1117-9)
- Bernard Accoyer et Coll., Questions mémorielles : Rassembler la nation autour d'une mémoire partagée : Rapport de la mission parlementaire d'information, Paris, Éditions du CNRS, coll. « Hors collection », 2009, 300 p. (ISBN 978-2-271-06875-0)
- Bernard Accoyer, L'Assemblée nationale, Paris, Éditions du Cavalier Bleu, coll. « Idées reçues », 2010, 127 p. (ISBN 978-2-84670-297-3)
- Bernard Accoyer, Un homme politique peut-il dire toute la vérité ?, Paris, Éditions JC Lattès, 2011, 306 p. (ISBN 978-2-7096-3792-3)
- Bernard Accoyer et Chantal Didier, Une affaire d'état - La tentative du sabordage du nucléaire français, Paris, Hugo Document, 20 janvier 2022, 235 p. (ISBN 978-2-755-69257-0)